# Eloy Parra
Eloy Segundo Parra Irribarra (Quirihue, 13 de mayo de 1930-San Carlos, 7 de julio de 2017) fue un sacerdote católico chileno conocido por su labor de ser guía espiritual de «el Chacal de Nahueltoro».

## Biografía
Nació en Quirihue el año 1930, hijo de Eloy Parra y Dedgamia Irribarra. Su ordenación como sacerdote se realizó el 1 de enero de 1956. Fue vicario parroquial de Coihueco y párroco de la parroquia San Carlos Borromeo de San Carlos. Su traslado a Chillán se realiza a principios de la década de 1960, a la población Purén, donde crea la parroquia Sagrada Familia y se convierte en el primer párroco de esta. Además en dicha población, crea el club deportivo Real Zaragoza. 
Paralelamente, cumple su función de capellán de la cárcel de Chillán. En 1965 fue profesor de religión y filosofía en el Liceo Martín Ruiz de Gamboa de la misma ciudad, para luego, en 1970, cambiarse de diócesis a la ciudad de Los Ángeles. Llegada la dictadura militar se radica en Calama en la defensa de los derechos humanos junto a monseñor Juan Luis Ysern de Arce.
Al regresar a Chillán en 1976, se hace cargo de la capilla San José Obrero. Al año siguiente emigra a Antofagasta, donde será párroco y vicario general de la ciudad. En 1993, Eloy Parra vuelve a Chillán, donde al año siguiente funda la parroquia El Buen Pastor en el sector de Los Volcanes, y con ella siete capillas en el sector, una radio comunitaria y el Colegio San José. Su salud fue empeorando desde 2006 y es por ello que se traslada a la ciudad de San Carlos, donde fue atendido por religiosas hasta su muerte en 2017.

### Chacal de Nahueltoro
La labor de Eloy Parra durante el presidio de Jorge Valenzuela Torres fue de sacerdote capellán. Sería responsable de que el homicida, antes de que fuese condenado a ser fusilado por asesinar a su conviviente e hijos de esta, se convirtiera a la fe, aprendiera a leer y escribir, y se arrepintiera del error cometido. Lograda su labor y pidiendo a las autoridades que no se llevara a cabo la pena de muerte, ya que este se encontraría rehabilitado, esta petición fue negada y la condena fue hecha efectiva el 30 de abril de 1963 en la cárcel de Chillán, ocasionando conmoción pública.

## Homenajes
- En Chillán una plaza lleva su nombre, además de una sala en una capilla, ambas en el sector Los Volcanes de Chillán.
- Es publicado el libro "Padre Eloy: Memoria agradecida" por María Susana Maldonado; una recolección de relatos de la vida y obra del padre Eloy Parra.[8]
- Es el rostro fundador del equipo de fútbol amateur Club Social y Deportivo Real Zaragoza de la ciudad de Chillán, el cual hace de local en la Población Purén, observándose un mural con el rostro del padre Eloy en la infraestructura de la sede.